# 渡辺重石丸
渡邊 重石丸（わたなべ いかりまろ、天保8年11月12日（1837年12月12日） - 大正4年（1915年）10月19日）は、幕末の中津藩士、国学者、神道学者。明治初年には新政府の神道政策を担当し、大日本帝国陸軍将軍の乃木希典が師事したことで知られている。蘭学者の福澤諭吉と国学者の増田宋太郎は共に縁戚に当たる。号は鶯栖園隠士、捫虱庵主人、通称は鉄太郎。

## 経歴
1837年(天保8年)、豊前国中津藩の神官の家に生まれた。藩校の進脩館に入り、藩儒の野本白巌や手島物斎に漢学を学んだ。安政4年（1857年）には中津藩において子弟に国学を教授し、元治元年（1864年）にこの私塾を「道生館」 と命名した。慶応3年（1867年）には平田篤胤の思想を取り入れて、後嗣の平田銕胤に入門して没後の門人となった。ここで、水戸学と国学を融合させて独自の神道学を確立した。
この道生館の考え方の影響を大きく受けた熊本藩の敬神党は、のちに神風連の乱を起こしたほか、同門からは後藤碩田、増田宋太郎、本好千座といった尊皇攘夷家を輩出し、西南戦争においては薩摩軍の思想的主柱となった。
明治維新後
1869年(明治2年)、京都皇学所の講官に任ぜられ、大教院や教部省に出仕。維新政府の神道政策を主導し、明治5年には幕末・維新における薩摩藩の実質的な指導者であった島津久光に進謁しようとして訪薩。しかし、士族反乱で自身の門弟が次々に西南戦争に参加したことから官職を辞し、東京で私塾・道生館を再開して著述と教育に専念した。初め、同藩の福沢諭吉とは疎遠であったが、明治以後に交遊関係が生まれ、福沢の門弟・矢野龍渓などと共に、共著を執筆するなどしている。1915年に死去。墓所は雑司ヶ谷霊園にある。

## 顕彰
和歌碑
長野県と群馬県を結ぶ旧碓井峠には、漢数字の語呂合わせによる歌碑が3基建つ。そのうち、1983年（昭和53年）に熊野神社宮司が建てた碑は、重石丸の歌を刻んだと案内板に記されている。「四八八三十一十八五二十百万三三千二五十四六一八三千百万四八四」で「世は闇と人は言ふとも正道（まさみち）に勤しむ人は道も迷はじ」と読む。

## 家族・親族
- 祖父：渡辺重名は本居宣長の門人として名の通った国学者であった。

## 交友関係
- 柳田清堆
- 高谷龍洲
- 物集高世
- 矢野文雄

## 著作
著書
- 『古語拾遺』（訓点）[2]
- 『訳書読法』
- 『鶯栖園小草』
- 『學海針路』
- 『固本策』